# Julius Hermann
Julius Hermann (* 7. Januar 1857 in Calw; † 16. August 1933 in Murr) war ein deutscher Pädagoge und Amateurentomologe.

## Leben
Er kam 1857 in der damaligen Kleinstadt Calw am Ostrand des Nordschwarzwaldes zur Welt und wuchs im Stadtteil Altbulach der Nachbargemeinde Neubulach auf. Hauptberuflich arbeitete er als Lehrer zunächst in Neubulach und war zuletzt Oberlehrer und Schulleiter im nördlich von Stuttgart gelegenen Dorf Murr.
Hermann war naturkundlich überaus interessiert, wobei sein besonderer Fokus auf der Insektenordnung der Käfer lag. Durch seine von 1897 bis 1921 belegte Sammeltätigkeit erwarb er sich große Verdienste um die entomologische Forschung in Südwestdeutschland. Er stellte seine Funde zu kleinen Schausammlungen zusammen und verkaufte sie an interessierte Schulen und Universitäten. Im Jahr 1929 barg er im Gemeindesteinbruch von Murr einen fossilen Schädel der mitteltriassischen Gattung Simosaurus und übergab ihn an die Württembergischen Naturaliensammlungen in Stuttgart. Es handelte sich in dieser Gegend um den ersten Saurierfund aus dem Muschelkalk.
In Anerkennung seiner Verdienste um die Jugend und die politische Gemeinde Murr wurde Julius Hermann 1929 zum Ehrenbürger der Stadt ernannt. Er starb im Sommer 1933 im Alter von 76 Jahren. Via Andreas Bang-Haas wurden seine Privatsammlungen ab 1920 an verschiedene Museen vereinzelt: europäische Schmetterlinge an Johan Marie Alexander van Groenendael in Utrecht, Käfer an einen Herrn Heilemann in Brüssel, diverse Insekten an die University of St Andrews sowie zwölf Kästen mit Wanzen und zwei mit Schwebfliegen an das Royal Museum in Edinburgh.